# Guanin
Guanin (C5H5N5O) er en purin nukleobase, der findes i både DNA og RNA. I DNA's dobbelthelix samt dobbeltstrengede RNA-områder danner guanin tre hydrogenbindinger med pyrimidinen cytosin.
Guanin er også den purin der indgår i det biologiske effektormolekyle guanosintrifosfat, GTP. GTP kan hydrolysere til difosfatformen GDP, hvilket er med til at styre den biologiske tilstand af mange proteiner, der binder GTP/GDP.
| Biokemi | Spire Denne biokemiartikel er en spire som bør udbygges. Du er velkommen til at hjælpe Wikipedia ved at udvide den. |